# ブレッシング・イン・ディスガイズ (アニー・ハズラムのアルバム)
『ブレッシング・イン・ディスガイズ』（Blessing in Disguise）は、イギリスの歌手アニー・ハズラムが1994年に発表したスタジオ・アルバム。ジャケットに記載されたアーティスト表記は「Annie Haslam's Renaissance」だが、実質的にはハズラムのソロ・プロジェクトで、日本盤CD (APCY-8208)帯でのアーティスト表記は、単に「アニー・ハズラム」となっている。

## 解説
ハズラムは1993年に乳癌の治療を受けた後、トニー・ヴィスコンティと組んで本作のレコーディングに着手した。一部の曲には、当時ディキシー・ドレッグスのメンバーだったジョーダン・ルーデスが参加している。
収録曲「ラヴ・ライズ・ラヴ・ダイズ」は、ルネッサンスのソングライティングの中心を担っていたマイケル・ダンフォードとベティ・サッチャーが提供した曲で、ダンフォードがルネッサンス名義で発表したアルバム『もう一人の私』には、ステファニー・アドリントン（ボーカル）等、異なるメンバーによる録音が収録された。「ザ・スウィーテスト・キス」はガブリエル・フォーレの曲「パヴァーヌ」の引用で、この曲でもサッチャーが歌詞を提供しており、日本では本作のリリースに先がけて、ニッカウヰスキー「スーパーニッカ・魚図鑑」のコマーシャルソングに使用された。なお、ハズラムがフォーレの「パヴァーヌ」をリメイクしたのは本作で2度目であり、1985年のアルバム『スティル・ライフ』では、「パヴァーヌ」にサッチャーの歌詞をつけた曲「ザ・デイ・ユー・ストレイド」を発表している。
Bruce Ederはオールミュージックにおいて、全体像に関して「ハズラムのレコードの中では特に魅力的で親しみやすい」と評し、「ラヴ・ライズ・ラヴ・ダイズ」、「キャント・ターン・ザ・ナイト・オフ」、「ウィスパー・フロム・マルセイユ（フォー・ジュリアン）」の3曲を聴き所として挙げている。

## 収録曲
特記なき楽曲は作詞：アニー・ハズラム／作曲：トニー・ヴィスコンティ。
1. ブレッシング・イン・ディスガイズ "Blessing in Disguise" – 3:26
2. プール・オヴ・ティアーズ "Pool of Tears" – 4:14
3. ラヴ・ライズ・ラヴ・ダイズ "Love Lies Love Dies" – 5:41
  - 作詞：ベティ・サッチャー（英語版）／作曲：マイケル・ダンフォード
4. キャント・ターン・ザ・ナイト・オフ "Can't Turn the Night Off" – 3:25
  - 作詞：エスラ・モホーク／作曲：アラン・チャップマン
5. イン・アナザー・ライフ "In Another Life" – 4:04
  - 作詞・作曲：アンドリュー・ゴールド、グレッグ・プレストピーノ、サム・ローバー
6. レインドロップス・アンド・リーヴズ "Raindrops & Leaves" – 3:22
  - 作詞：アニー・ローランド／作曲：ジョーダン・ルーデス
7. ウィスパー・フロム・マルセイユ（フォー・ジュリアン） "Whisper from Marseilles (For Julien)" – 3:49
8. アイ・ライト・ディス・キャンドル "I Light This Candle" – 3:41
  - 作詞：アニー・ハズラム／作曲：トニー・ヴィスコンティ、ジョーダン・ルーデス
9. ホワット・ヒー・シークス "What He Seeks" – 4:59
10. シー・ディス・スルー・ユア・アイズ "See This Through Your Eyes" – 4:06
11. ザ・スウィーテスト・キス "The Sweetest Kiss" – 3:32
  - 作詞：ベティ・サッチャー／作曲：ガブリエル・フォーレ
12. ザ・チルドレン（オヴ・メデリン） "The Children (Of Medellin)" – 5:32
  - 作詞：アニー・ハズラム／作曲：ミック・ロッシ
13. ア・ニュー・ライフ "A New Life" – 4:45
  - 作詞：アニー・ハズラム／作曲：レイヴ・テーザー
14. アフター・ジ・オーシャンズ・アー・ゴーン "After the Oceans Are Gone" – 4:54
  - 作詞・作曲：アニー・ハズラム、デヴィッド・ビグリン

### 2005年リマスターCD (VP354CD)ボーナス・トラック
1. "High Above (For George)" – 4:46
2. "Paintings Last Forever" – 4:43

## 参加ミュージシャン
- アニー・ハズラム - ボーカル
- トニー・ヴィスコンティ - ボーカル(on #1)、キーボード(on #3, #7, #10)、アコースティック・ギター(on #4)、エレクトリック・ギター(on #5)、バッキング・ボーカル(on #3, #5, #14)
- ジョーダン・ルーデス - キーボード(on #2, #6, #8, #9)
- デヴィッド・ビグリン - キーボード(on #11, #14)、エレクトリック・ギター(on #14)、バッキング・ボーカル(on #14)
- ミック・ロッシ - キーボード(on #12)
- レイヴ・テーザー - キーボード(on #13)
- マーク・ヒット - エレクトリック・ギター(on #3, #5)、アコースティック・ギター(on #4)
- ジョン・アルボ - フレットレスベース(on #2, #3, #6)、ベース・ギター(on #4, #9)、ストリング・ベース(on #11)、バッキング・ボーカル(on #11, #14)
- ジョー・ゴールドバーガー - ドラムス(on #2, #3, #4, #5, #6, #8, #9, #10, #14)、パーカッション(on #7, #8, #13)
- Debbie Paulshus & Jan Paulshus - ハープシコード(on #6)
- エイミー・リチャン - ヴァイオリン(on #11)
- デニー・ブリッジズ - バッキング・ボーカル(on #5)